# 塚本瑞天
塚本 瑞天（つかもと ずいてん、1955年4月 - ）は、日本の環境官僚。環境省九州地方環境事務所等を経て、環境省自然環境局長を最後に退官し、サントリー世界愛鳥基金運営委員長などに就任。

## 来歴・人物
東京都葛飾区生まれ。山形県出身。1978年信州大学工学部卒業。1980年信州大学大学院農学研究科修了、農学修士、環境庁入庁。大山隠岐国立公園レンジャーや、利尻礼文サロベツ国立公園レンジャー、外務省経済協力局出向等を経て、1993年在ケニア日本国大使館一等書記官（国際連合環境計画担当）。2000年鹿児島県環境保護課長。2005年環境省大臣官房広報室長。
2009年から環境省自然環境局野生生物課長を務め、佐渡トキ保護センターでトキがテンに襲われて死亡したことを受け、検証にあたるなどした。2011年環境省自然環境局自然環境計画課長。2012年環境省九州地方環境事務所長。2014年環境省自然環境局長。2015年に退官後、一般財団法人休暇村協会常務理事や、サントリー世界愛鳥基金運営委員長、一般社団法人ランドスケープコンサルタンツ協会理事を務めた。